# Lessertia capensis
Lessertia capensis är en ärtväxtart som först beskrevs av Peter Jonas Bergius, och fick sitt nu gällande namn av George Claridge Druce. Lessertia capensis ingår i släktet Lessertia och familjen ärtväxter. Inga underarter finns listade i Catalogue of Life.